# Vụ đánh bom Thành phố Oklahoma
Vụ đánh bom Thành phố Oklahoma là một vụ đánh bom khủng bố vào tòa nhà liên bang Alfred P. Murrah tại trung tâm Thành phố Oklahoma ngày 19 tháng 4 năm 1995. Đây là vụ khủng bố tàn phá lớn nhất tại Hoa Kỳ cho đến khi xảy ra vụ khủng bố 11 tháng 9 năm 2001. Vụ đánh bom Thành phố Oklahoma đã cướp đi 168 sinh mạng, trong đó có 19 trẻ em dưới 6 tuổi và khiến hơn 680 người bị thương. Vụ nổ đã phá huỷ hoặc làm hư hỏng 324 tòa nhà trong vòng bán kính mười sáu khối phố, phá hủy hoặc đốt cháy 86 xe ô tô, và làm tan vỡ thủy tinh trong 258 tòa nhà gần đó. Quả bom đã được ước tính để có thể gây ra ít nhất 652 triệu USD giá trị thiệt hại. 
Quả bom tự tạo trong vụ này chứa 2.200 kg ammoni nitrat và dầu, đặt trong một chiếc xe tải thuê. 
Động cơ vụ tấn công rõ ràng là để trả đũa chính phủ vì chính phủ đã thực hiện cuộc bao vây đẫm máu gần Waco, Texas cách đó đúng 2 năm, trong đó 82 thành viên giáo phái Branch Davidian thiệt mạng. Hai kẻ được xác định là nhân vật chủ chốt trong nhóm khủng bố này là Timothy McVeigh và Terry Nichols. Terry Nichols đã bị tuyên án chung thân và không bao giờ được ân xá cho tội danh giết người. Kẻ đặt bom Timothy McVeigh bị tuyên án tử hình ngày 11 tháng 6 năm 2001.

## Kế hoạch

### Động cơ
Hai kẻ chủ mưu đánh bom là Timothy James McVeigh và Terry Nichols đã gặp nhau vào năm 1988 niên tại Fort Benning thời còn học huấn luyện cơ bản ở Lục quân Hoa Kỳ . Michael Fortier là bạn cùng phòng của McVe trong quân đội . Ba người với chủ nghĩa sinh tồn đều có hứng thú . Năm 1992, Cục điều tra Liên bang và Ran-đi Quy-bà (Randy Weaver) đã đối đầu và sự kiện cáo chung một cách đẫm máu; năm 1993, một cuộc đình công kéo dài 51 ngày giữa FBI và các thành viên của Giáo phái David khiến toà ra lệnh khám xét. Có tới 76 người tử vong vì cuộc biểu tình (đương thời không thể xác định đó là thành viên của giáo phái David hay một đặc vụ của Cục Rượu, bia, súng và thuốc lá Hoa Kỳ  khai hỏa). McVeigh và cộng sự đã vô cùng phẫn nộ, cho rằng chính phủ liên bang đã xử lý sai . Tháng 3/1993, McVeigh đến thăm Waco trong cuộc đối đầu giữa hai bên và rời đi sau khi sự tình kết thúc . Sau đó ông quyết định tuyên bố lập trường của mình bằng cách cho nổ tung một tòa nhà liên bang .

## Đánh bom

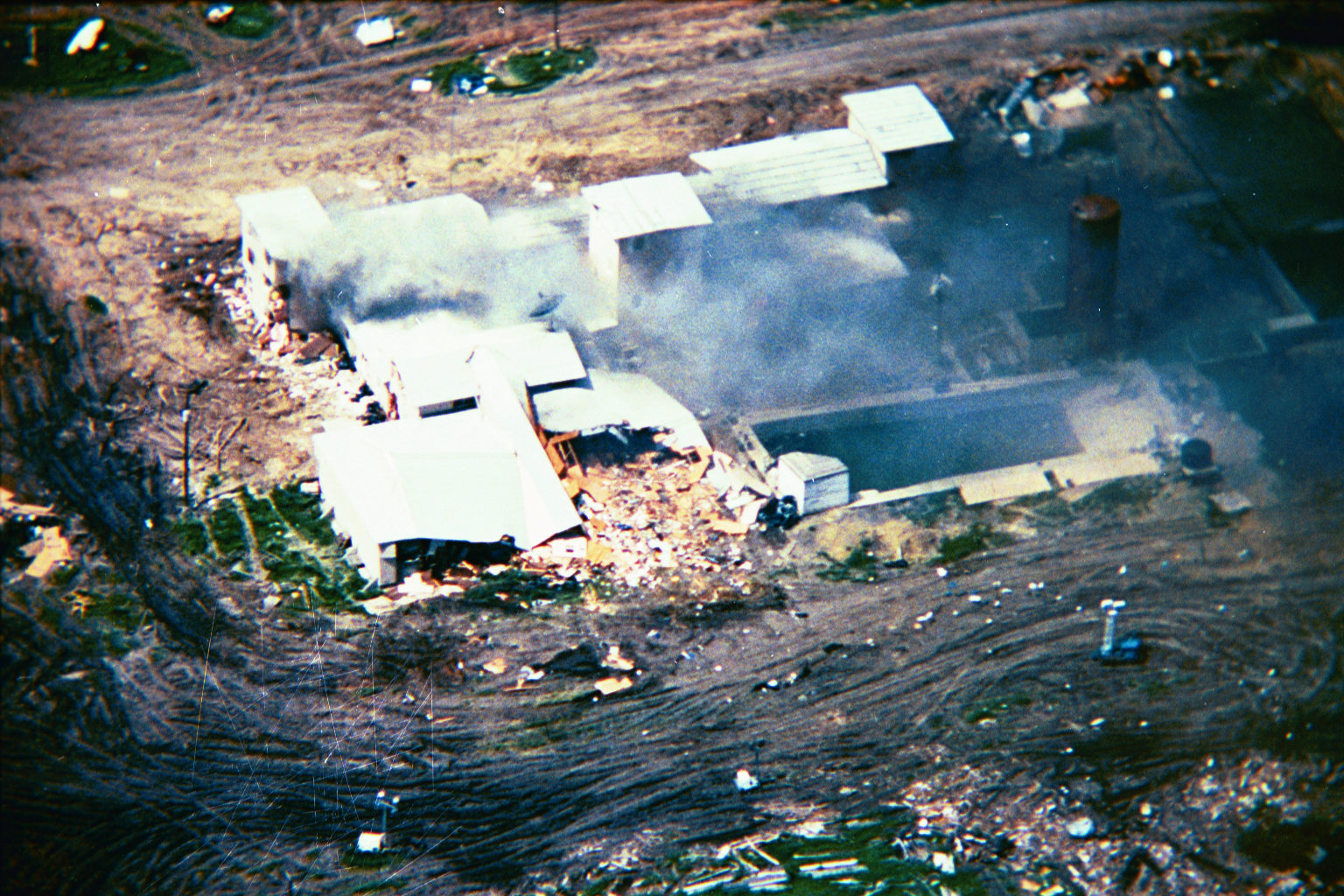
McVeigh và Nichols trích dẫn hành động của chính phủ liên bang chống lại Branch Davidian hợp chất vào năm 1993 Cuộc vây hãm ở Waco (hiển thị ở trên) như một lý do tại sao họ thực hiện vụ đánh bom thành phố Oklahoma.

Vào lúc 9:02 sáng thứ Tư, ngày 19 tháng 4 năm 1995, trên đường trước tòa nhà liên bang, Alfred P. Murrah, đã kích nổ một chiếc xe tải Ryder thuê, với tải trọng khoảng 2.300 kg thuốc nổ tự chế. Máy bơm bao gồm ammonium nitrate trộn với nhiên liệu và nitromethane (một loại nhiên liệu dễ bay hơi). Hỗn hợp này thường được gọi là ANFO (viết tắt của tiếng Anh: Amonium Nitrate và Fuel Oil). Ảnh hưởng của vụ nổ đã được cảm nhận lên tới Bridge Bridge, ở khoảng cách 48 km.
90 phút sau vụ nổ Timothy McVeigh, một cựu chiến binh của Chiến tranh vùng Vịnh, đã bị bắt khi đi ra phía bắc thành phố Oklahoma vì lái xe mà không có biển số. Trong phiên tòa xét xử của McVeigh, chính phủ Hoa Kỳ tuyên bố rằng động lực của vụ tấn công là để trả thù cuộc bao vây của Waco và vụ việc của Ruby Ridge. Trong cả hai trường hợp, McVeigh đổ lỗi cho các đặc vụ chính phủ liên bang về những cái chết bạo lực xảy ra ở đó.